# 거짓 연애
거짓 연애(なんちゃって恋愛 난찻테렌아이[*])는 2009년 5월 13일에 발매된 모닝구무스메의 마흔 번째 싱글앨범이다.

## 개요
- 모닝구무스메 사상 첫 4종 싱글. 초회한정반 A, B, 통상반과 40th 기념반의 커플링곡이 다르다.

- 초회한정반 A에는 CD + DVD (Dance Shot Ver.)가, 초회한정반 B에는 CD + DVD (Close-up Ver.)가 수록되었으며, 통상반과 40th 기념반은 CD 등 총 4종이다. 초회한정반 A, B, 통상반, 40th 기념반에는 이벤트 추첨 시리얼 넘버 카드가 봉입되었다.

- 메인 보컬은 다카하시 아이, 다나카 레이나, 카메이 에리, 니이가키 리사, 쿠스미 코하루, 미치시게 사유미. 센터는 다카하시 아이이다.

- 데뷔 싱글 모닝 커피 이후 40작품 연속 오리콘 주간 싱글 차트 TOP10. 이 기록은 SMAP(2006년 10월 23일자 같은 차트에서 "아리가토"로 달성)의 뒤를 이은 사상 두 번째 팀 기록이다.[1]

## 수록곡

### 초회한정반 A, B, 통상반
1. なんちゃって恋愛
작사, 작곡 : 층쿠 / 편곡 : 오쿠보 가오루
2. 秋麗
작사, 작곡 : 층쿠 / 편곡 : AKIRA
3. なんちゃって恋愛 (Instrumental)

### 40th 기념반
1. なんちゃって恋愛
작사, 작곡 : 층쿠 / 편곡 : 오쿠보 가오루
2. すべては愛の力
작사, 작곡 : 층쿠 / 편곡 : 스즈키Daichi히데유키
3. なんちゃって恋愛 (Instrumental)

## 참여 뮤지션
※괄호는 트랙 번호
- 오쿠보 가오루 - 키보드, 프로그래밍 (1)
- 겐 잇데쓰 스트링스 - 스트링스 (1)
- 다카하시 아이 - 코러스 (1, 2, 40th 2)
- AKIRA - 프로그래밍, 코러스 (2)
- 가메다 고지 - 기타 (2, 40th 2)
- 니이가키 리사 - 코러스 (2)
- 카메이 에리 - 코러스 (2, 40th 2)
- 층쿠♂ - 코러스 (2)
- 스즈키Daichi히데유키 - 프로그래밍, 기타 (40th 2)

## 차트
- 주간최고순위 2위 (오리콘 차트)
- 2009년 8월 월간순위 7위 (오리콘 차트)
- 2009년 연간순위 83위 (오리콘 차트)